# Liou Ťi (14. století)
Liou Ťi (čínsky pchin-jinem Liú Jī, znaky zjednodušené 刘基, tradiční 劉基, 1. července 1311 – 16. května 1375) byl čínský státník, vojevůdce, spisovatel a básník na sklonku existence říše Jüan a počátků říše Ming.

## Jména
Liou Ťi používal zdvořilostní jméno Po-wen (čínsky pchin-jinem Bówēn, znaky zjednodušené 伯温, tradiční 伯溫). Za své zásluhy obdržel posmrtné jméno Wen-čcheng (čínsky pchin-jinem Wénchéng, znaky 文成).

## Život
Narodil se v okrese Čching-tchien (dnes okres Wen-čcheng provincie Če-ťiang) provincie Ťiang-če. V úřadech říše Jüan sloužil 25 let. Po několika nižších postech na okresní a prefekturní úrovni se propracoval na místo tajemníka mongolského generála Š’-mo I-suna († 1360) stojícího v čele provincie Ťiang-če. Podílel se na bojích s místními rebely (v povstání rudých turbanů), ale jeho úspěchy jüanská vláda neocenila. Roku 1357 reagoval odchodem ze státní služby a kritikou neefektivnosti a zkorumpovanosti jüanské správy.
Roku 1360 přešel na stranu čínských povstalců. Rozhodl se vstoupit do služby k Ču Jüan-čangovi, pozdějšímu prvnímu císaři dynastie Ming. Čuovi radil ve vojenské strategii a taktice – podílel se vypracování plánů bitvy před Nankingem roku 1360, bitvy na jezeře Pcho-jang roku 1363 a kampani proti království Wu ve druhé polovině 60. let. Roku 1364 byl jmenován vedoucím Astronomického úřadu a pověřen vedením výstavby Nankingu, Čuova hlavního města. Později se stal zástupcem vedoucího cenzorátu s úkolem reorganizovat tento úřad. Podílel se i na vytvoření vojenského systému wej-suo, sestavení zákoníku a kalendáře, stanovení rituálů. Roku 1371 byl v uznání svých zásluh jmenován hrabětem z Čcheng-i, vzápětí s odkazem na špatné zdraví odešel na odpočinek.
Zájmy Liou Ťia se neomezovaly jen na politiku a vojenství, studoval i astronomii, kalendář, magnetismus a feng-šuej; přátelil se s matematikem a alchymistou Čao Jü-čchinem. Společně s generálem a učencem Ťiao Jüem sestavil pojednání o střelných zbraních Chuo-lung-ťing. Je, vedle Ču-ke Lianga, spoluautorem Zvládnutí umění války, díla ilustrujícího na příkladech čínské historie principy vojenské strategie shrnuté v Umění války Sun-c’a.
Počínaje 16. stoletím se rozšířily legendy o jeho zázračně přesných věštbách a předpovědích.